# Przełęcz Grzędzka
Przełęcz Grzędzka (531 m n.p.m.) – przełęcz dzieląca pasmo Czarny Las (od północy) z Krzeszowskimi Wzgórzami (od południa).

## Położenie
Przez przełęcz prowadzi lokalna szosa z Krzeszowa do Grzęd. Częściowo jest wysadzana drzewami tworząc aleje.

## Budowa geologiczna
Okoliczne wzniesienia są zbudowane z permskich porfirów (trachitów i tufów ryolitowych) oraz melafirów (trachybazaltów). Bardziej na południe ciągną się szarogłazy, zlepieńce i piaskowce czerwonego spągowca, a na południowy zachód górnokredowe piaskowce.

## Roślinność
Prawie cały teren pokrywają łąki i nieużytki, lasy porastają tylko część Krzeszowskich Wzgórz.